# Guardia (agarre)

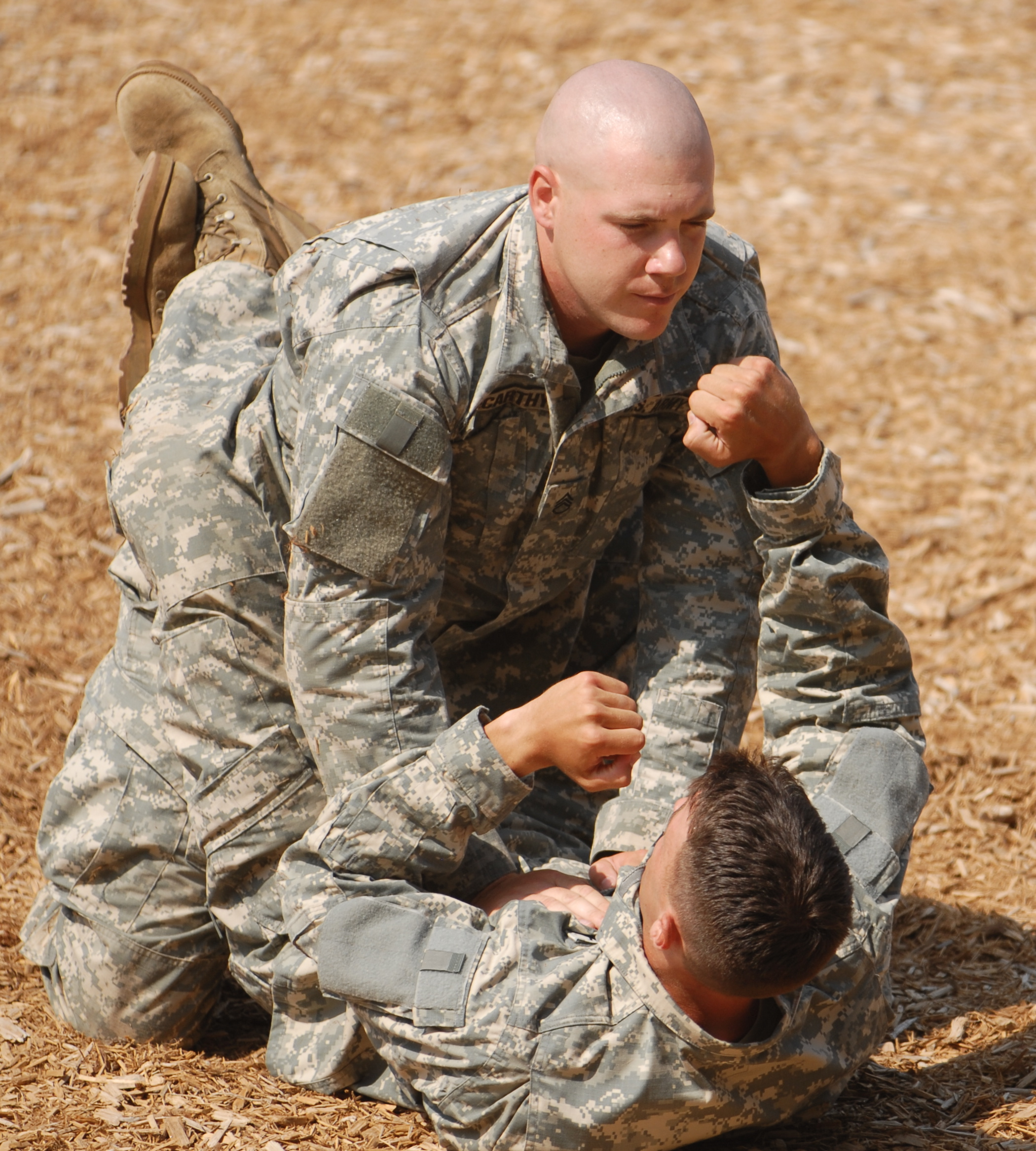
Ejemplo de guardia.

Guardia (del inglés guard) es una posición utilizada en grappling y artes marciales, en la que un luchador tiene la espalda contra el suelo y controla a su oponente usando las piernas. Normalmente se considera luchador aventajado al que está tumbado, ya que desde esa posición se pueden utilizar varias llaves articulares y estrangulaciones, mientras que el que está de pie tiene más limitadas estas opciones. Sin embargo, en contexto de artes marciales mixtas (MMA) o cualquier otra forma de lucha cuerpo a cuerpo, la guardia forma una posición más neutral, ya que un oponente lo suficientemente habilidoso puede golpear desde arriba, a pesar de que el yaciente pueda ejercer cierto control o golpear a su vez. El acto de moverse desde una guardia ajena a una posición más dominante recibe el nombre de "passing guard" o "pasar la guardia".
Esta posición constituye la base esencial del jiu-jitsu brasileño, donde pasar la guardia del oponente es una prioridad tanto reglamentaria como idiosincrásicamente. También es utilizada en otros estilos de grappling, como el judo, donde es conocida como dō-osae, o el catch wrestling, donde es llamada front body scissors. Los primeros usos activos de esta posición se remontan a las escuelas de jiu-jitsu anteriores al judo, así como en el pankration griego.
Aunque la naturaleza supina de la guardia la convierte en una técnica basada fundamentalmente en el control y el contraataque, también puede ser utilizada para iniciar un llaveo desde la posición vertical, una acción llamada pulling guard (traducido figuradamente como "tirar de guardia"). En ella, un luchador sacrifica una caída para llevar al oponente el suelo, aferrándose a él y lanzando sus piernas alrededor de su cuerpo, de esta forma yendo a aterrizar directamente con el contrincante en la guardia. Este movimiento es similar al hikikomi del kosen judo, en el que ya existían variantes basadas en el do-osae.

## Variantes

### Guardia cerrada

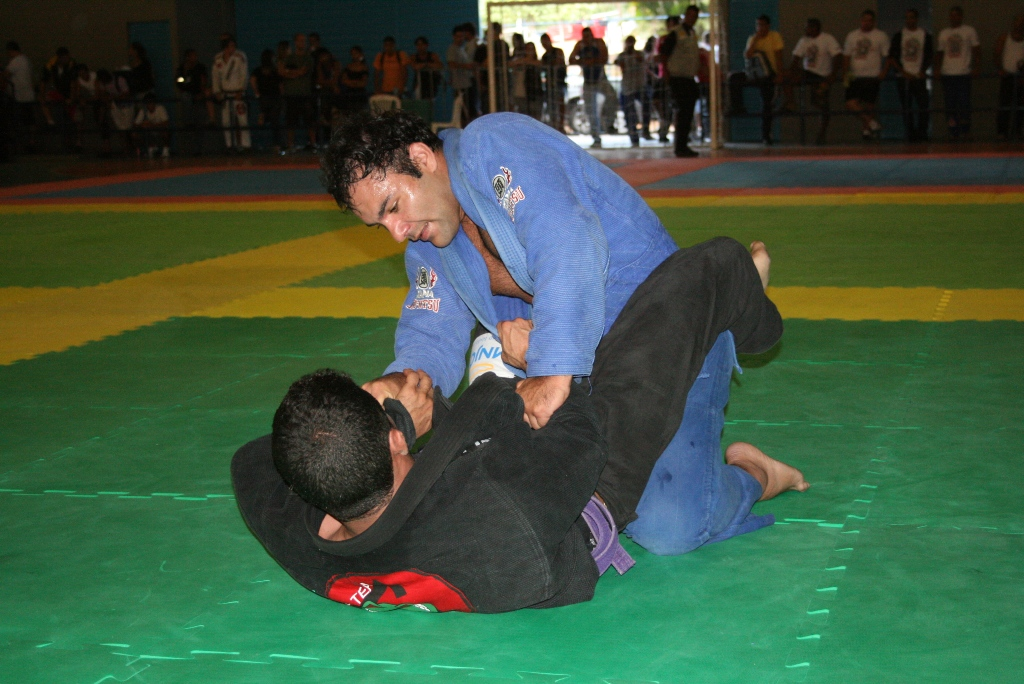
Guardia cerrada.

También llamada guardia completa, esta es la posición más típica de guardia. En ella, las piernas son enlazadas detrás de la espalda del oponente, impidiéndole moverse o desacoplarse de la posición. Esta variante es básicamente una manera de estancar el combate posicional, ya que el contrincante se ve imposibilitado de pasar la guardia o establecer un intento seguro de sumisión, y también el usuario está privado de su libertad de movimiento. 

### Guardia abierta

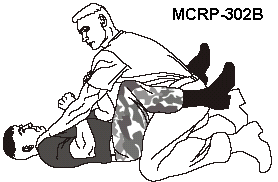
Guardia abierta.

La guardia abierta es la forma básica, en la que las piernas se mantienen abiertas y se usan en un control activo y dinámico del oponente. Pueden ser usadas para desplazarle, voltearle y crear puntos de apoyo, así como para tomar parte en sumisiones desde abajo y, en MMA, lanzar patadas ascendentes o upkicks. El principal contra de esta técnica es que su uso está limitado por la propia ofensiva del oponente, ya que este puede optar por salir de la guardia y ponerse en pie, o alternativamente tratar de sortear las piernas del usuario y pasar así su guardia. Además, ya que las piernas de ambos luchadores están directamente al alcance de las manos del otro, pueden entrar en juego la gama de llaves de pierna o leglocks.
El término es usado para referirse a una miríada de posiciones donde las piernas son usadas para empujar o apresar al oponente sin enlazar los tobillos a su alrededor.

### Guardia de mariposa

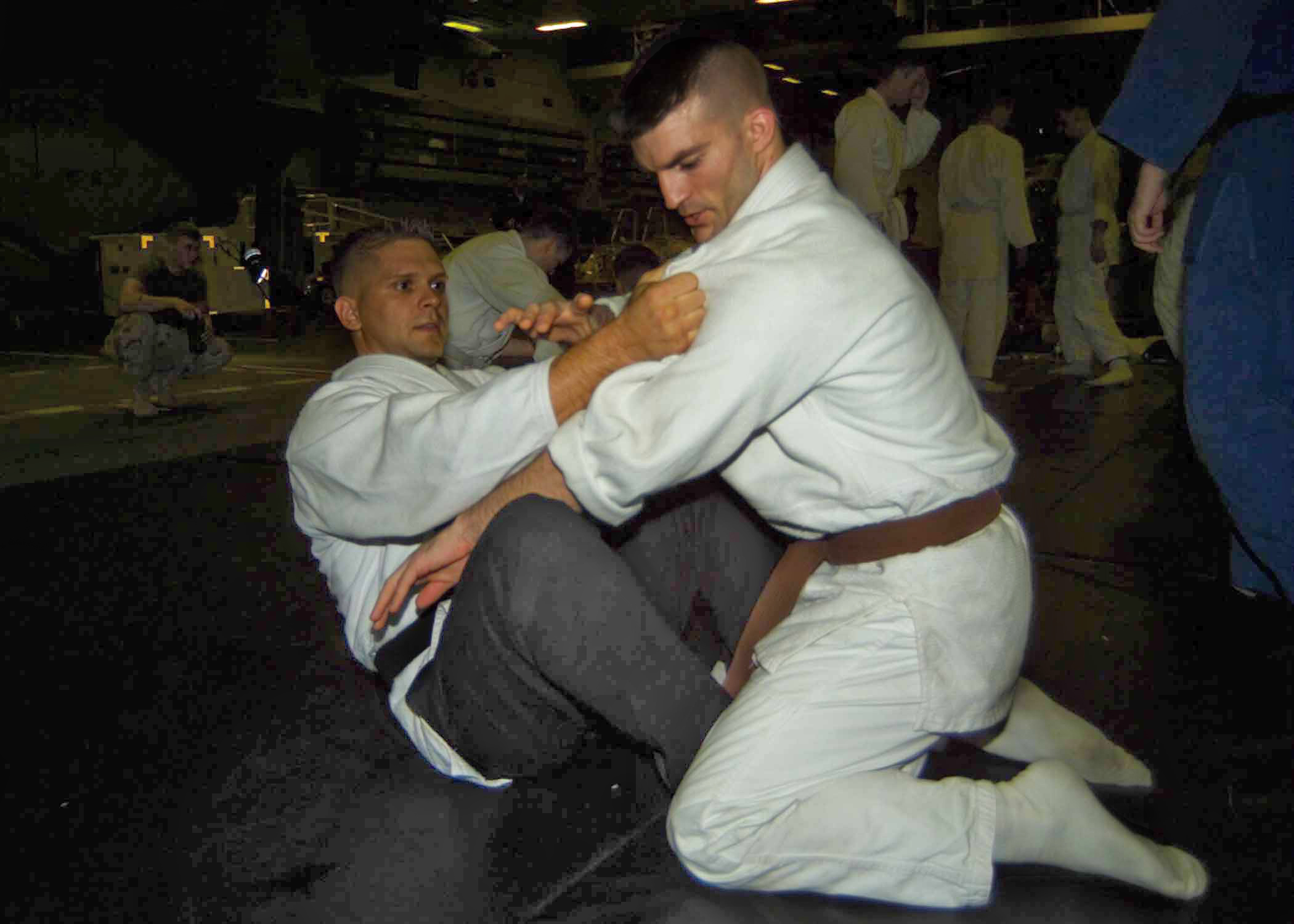
Guardia de mariposa.

La guardia de mariposa contempla usar las piernas para situar los tobillos entre las piernas del oponente, contra la cara interna de sus muslos. El oponente es controlado de esta forma usando tanto brazos como piernas. Esta posición es estrictamente provisional, ya que no está diseñada para restringir los movimientos del contrincante y le permite moverse con mucha libertad; su principal función es la de ejercer fuerza para voltear al oponente o elevarle para desequilibrarlo, así como evitar golpes y transicionar a otras posiciones. Es conocida en el catch wrestling como double elevator.

### Guardia en X

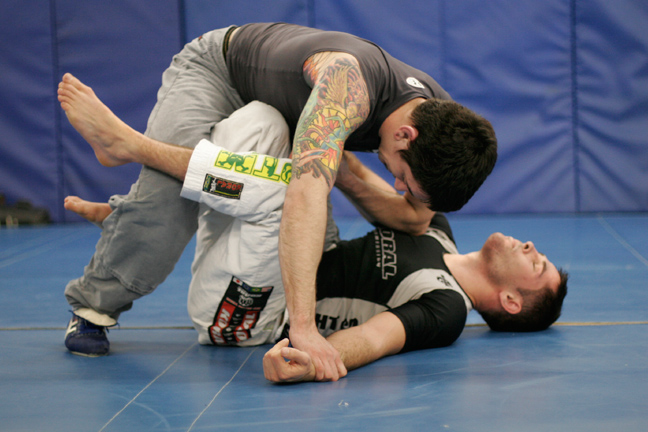
Guardia en X.

La guardia en X o X-guard es una guardia abierta utilizada contra un oponente totalmente en pie. En ella, el usuario atrapa con sus piernas una de las del oponente, lo que le permite desequilibrarlo y hacerlo caer. Al igual que la guardia de mariposa, se trata de una posición provisional, y se suele transicionar o combinar con otras clases de guardia. Esta técnica presenta vulnerabilidad si en el contexto están permitodos los golpe, ya que el usuario queda expuesto a pisotones o patadas, aunque un luchador lo suficientemente hábil puede aprovechar el cambio de equilibrio necesario para estos ataques a fin de hacerle caer.
Esta posición fue popularizada porMarcelo Garcia.

### Guardia de araña

Guardia de araña modificada.

La guardia de araña se refiere a una variedad de posiciones en las que el oponente es controlado por empuje usando las plantas de los pies, las tibias o las rodillas para presionar contra él, a veces usando también las manos para mantenerle en su lugar y prevenir que escape como consecuencia del impulso. Esta técnica se utiliza principalmente para alejar al rival lo máximo posible, impidiéndole golpear, así como para ejecutar volteos frontales o sumisiones.
En defensa personal, esta posición contempla a veces un característico empujón con los pies o patada doble para apartar al oponente de sí el tiempo suficiente para que el usuario vuelve a la verticalidad.

### Guardia de la Riva
La guardia de la Riva es una técnica avanzada en la que una de las piernas es situada detrás de la del oponente desde el exterior, a la vez que se sujeta de tobillo de dicha pierna con una mano y una de las mangas o brazos del oponente. Esta posición permite varios volteos, transiciones y sumisiones, y suele ser usada en combinación con la guardia de araña.
Debe su nombre al practicante de jiu-jitsu brasileño Ricardo de la Riva Goded, aunque su existencia se remonta probablemente al antiguo kosen judo.

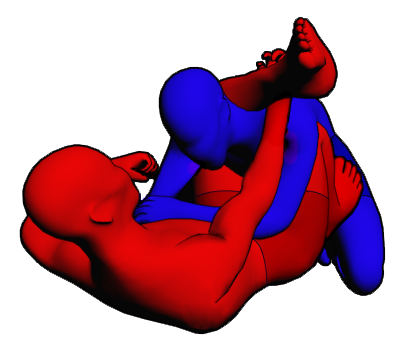
Rubber guard, con el usuario en azul.

### Rubber guard
La rubber guard (literalmente, "guardia de goma") es otra posición avanzada, en la cual el usuario controla al oponente atrayéndolo hacia sí y colocando una de sus piernas sobre la nuca del rival, manteniéndola en su sitio con uno de los brazos del usuario. De esta forma, el luchador forma un cepo o candado que impide al oponente levantarse o moverse normalmente, y deja al usuario un brazo libre con el que puede golpear desde abajo o seguir transicionando. En el último caso, es una posición idónea (y a veces la única viable) para sumisiones como omoplata, gogoplata y otras variantes. Su nombre se debe a que requiere de una gran flexibilidad y coordinación para ejecutarse.
Esta técnica es incónica del estilo de jiu jitsu brasileño 10th Planet Jiu-Jitsu.

### Guardia 50-50

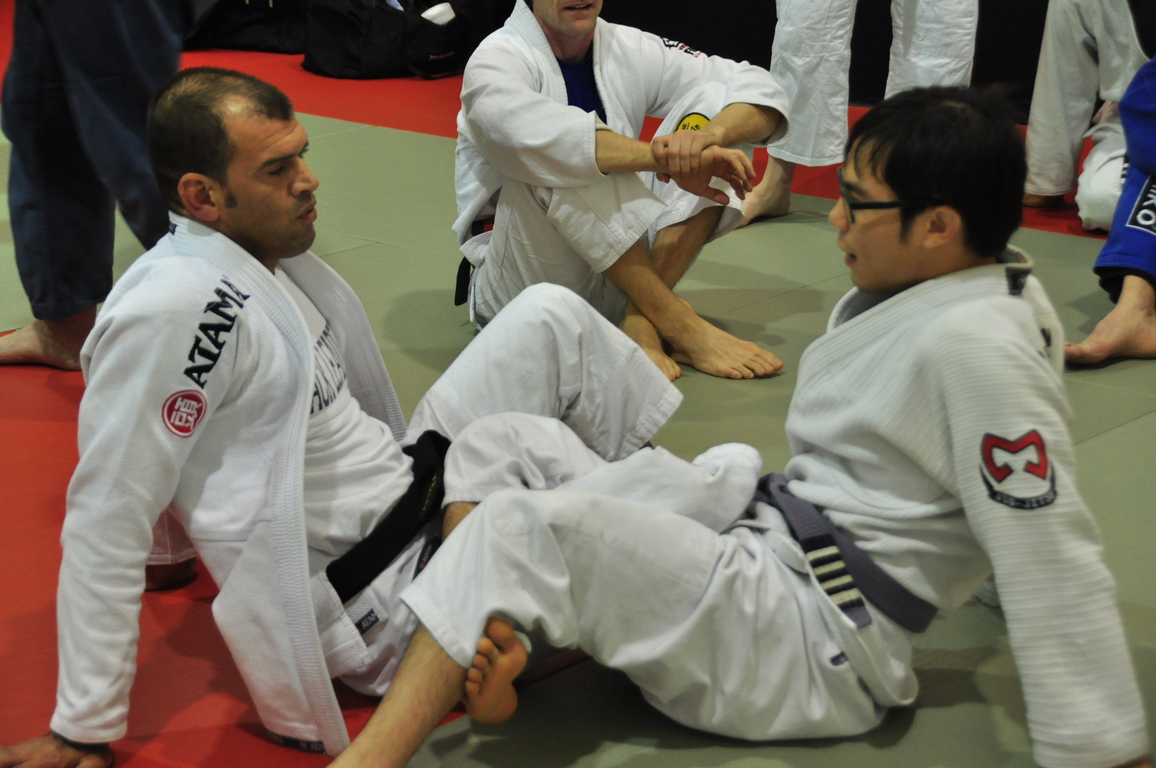
Guardia 50-50.

La guardia 50-50 o fifty-fifty, llamada outside leg triangle en el catch wrestling, es una compleja forma de control de las piernas. En ella, el luchador en guardia forma un triángulo plegando y bloqueando sus piernas y las de su oponente, permitiendo control sobre una de las piernas del rival y dejando los brazos libres. Esta posición es polémica en las competiciones que limitan el uso de llaves de pierna, ya que su uso deliberado puede estancar la lucha: dado que el usuario no puede voltear al oponente y este no puede pasar la guardia, no poder atacar o defender con llaves de pierna se traduce en que ninguno de los dos puede hacer nada mientras el usuario insista en mantener la posición.